# イネッサ・アルマンド

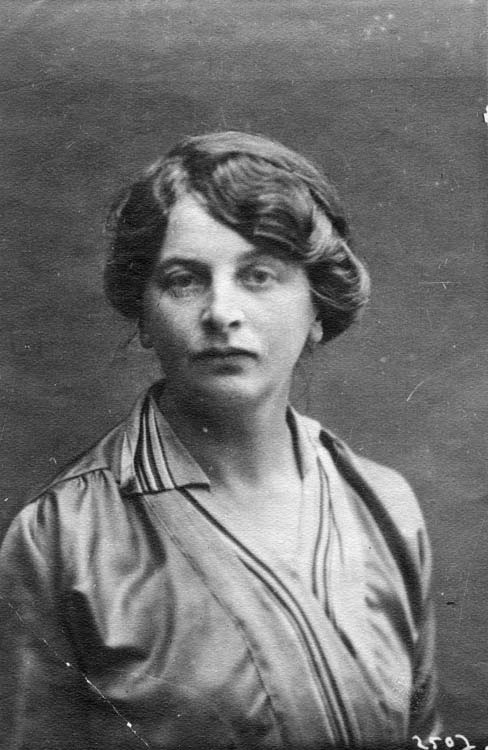
イネッサ・アルマンド

イネッサ・フョードロヴナ・アルマンド（ロシア語: Инесса Фёдоровна Арманд、1874年5月8日パリ - 1920年9月24日ナリチク）は、ソビエト連邦共産党、コミンテルンの活動家、女性運動家。ウラジーミル・レーニンとの親交で知られる。
出生時のフランス名は、エリザベーティネス・ステファヌ・デルバンヴィル（Elisabeth-Inès Stéphane d'Herbenville）。

## 経歴
イギリス人とフランス人の間に生まれた喜劇俳優の母ナタリー・ワイルドと、フランス人のオペラ歌手である父テオドール・ペシュー・デルバンヴィルの間に生まれ、父を早くに亡くした後は母と英語教師の叔母に育てられる。1879年にモスクワへ渡り、語学の才能を生かして住み込みの家庭教師となる。1893年に商人の息子アレクサンドル・アルマンドと結婚し、三男二女に恵まれる一方、政治関係の書物をよく読むうちにフェミニズムと関わるようになる。1903年からロシア社会民主労働党（ボリシェヴィキ）党員として非合法活動に参加。1905年、突如夫の弟と駆け落ちするが、彼女が当局に逮捕・流刑されて脱走した後の1909年に死別。
その後夫の援助によりブリュッセル新大学（Université nouvelle de Bruxelles）で経済学の勉強をしていた際に亡命中のウラジーミル・レーニンと親交を結び、10年間に渡って膨大な量の手紙をやり取りした（もっとも、個人的なものについては後にレーニンおよび党により廃棄されたり、公表された場合も一部削除されている）。その間はパリやスイスに居を構える。ドミトリー・ヴォルコゴーノフは、レーニン夫妻と彼女との関係について「三人とも分をわきまえた振る舞いをするというめずらしい三角関係」だったと評している。
1917年の二月革命後、いわゆる封印列車でモスクワへ渡り、中級管理職として各種組織業務に従事した。同年、第7回四月全露会議とロシア社会民主労働党第6回大会に参加。党モスクワ委員会執行委員会の委員。ブレスト和平問題に関しては、左派の立場を取った。
1918年3月からモスクワ県人民経済会議議長、党県委員会委員、全露中央執行委員会委員を務め、同年11月の第1回全ロシア労働者・農民大会の組織者となった。在モスクワ党フランス人グループのメンバー。1918年11月から労働者・農民扇動・宣伝中央委員会委員。1919年1月、在仏ソビエト赤十字委員会委員。1919年9月、党中央委員会女性業務課主任となり、「コムニストカ」（Коммунистка）誌の編集長を務める。1920年7月、第2回コミンテルン大会代表、第1回国際女性共産主義者会議議長を務める。だが、これらの激務は次第に彼女の体を蝕んでいった。

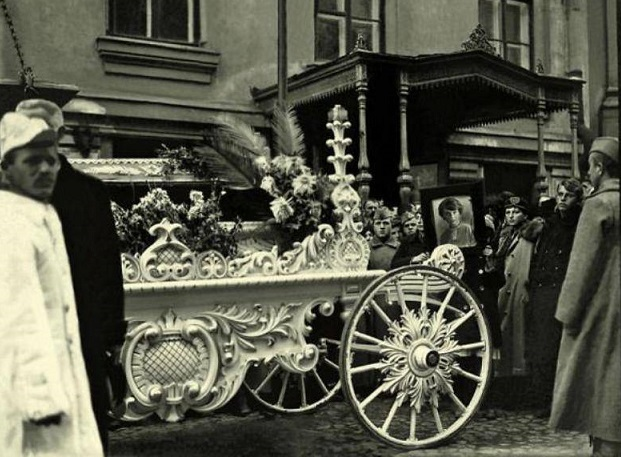
イネッサの葬儀

1920年9月24日、静養先の北コーカサスでコレラのため死去。赤の広場に葬られる。レーニンは彼女の死に大変ショックを受けた。アレクサンドラ・コロンタイは、イネッサの死がレーニンを致命的な病に陥れた、と後に語っている。

## 関連文献
- パーヴェル・ポドリァシゥク「すばらしい人生-イネッサ・アルマンド」、佐藤節子編訳『ロシア革命の婦人たち』啓隆閣、1970年、所収
- ポドリャシューク著、岩上淑子訳『革命家として、母として イネッサ・アルマンドの生涯』大月書店、1971年
- ドミートリー・ヴォルコゴーノフ著、白須英子訳『レーニンの秘密　上・下』日本放送出版協会、1995年
- ウラジーミル・メリニチェンコ著、村山敦子監訳『レーニンが愛した女（ひと） イネッサ・アルマンド』新読書社、2005年